# Parabahita armata
Parabahita armata är en insektsart som beskrevs av Rauno E. Linnavuori och Delong 1978. Parabahita armata ingår i släktet Parabahita och familjen dvärgstritar. Inga underarter finns listade i Catalogue of Life.